# Estadi Urbano Caldeira
L'Estadi Urbano Caldeira és un estadi de futbol de la ciutat de Santos (Brasil) i pertany al club Santos. Es coneix popularment com a Estádio Vila Belmiro per estar ubicat en aquest petit barri de la ciutat de Santos, estat de São Paulo, Brasil. Té una capacitat de 20.000 espectadors i està localitzat al carrer Princesa Isabel # 77, aproximadament a 2 km del centre de la ciutat, separat d'aquest pel túnel Dr Waldemar Leão, el que li dona un fàcil accés.